# Kościelniki Górne-Janówka
Kościelniki Górne-Janówka est une localité polonaise de la gmina de Leśna, située dans le powiat de Lubań en voïvodie de Basse-Silésie.